# Laura (álbum de Menudo)
Laura é o segundo álbum de estúdio da boy band porto-riquenha Menudo, lançado em 1978, pela gravadora Padosa. Faziam parte do grupo: os irmãos Sallaberry, Fernando e Nefty, e os irmãos Melendez, Oscar, Carlos e Ricky. Esse foi o último álbum a ter Nefty como membro, pois em 1979, ele deixou o grupo por ter atingido a idade limite, 15 anos, sendo substituído por René Farrait.

## Produção e gravação
As gravações de Laura ocorreram na Espanha, uma vez que Edgardo Díaz, empresário e criador do grupo, entendeu que os estúdios de gravação lá eram muito melhores do que os de Porto Rico. Os nomes dos garotos não foram incluídos nos créditos da parte gráfica do álbum. Díaz queria que se destacasse e se desenvolvesse a personalidade do Menudo como grupo exclusivamente, e não que se destacassem os dotes artísticos de seus integrantes como indivíduos, pois, segundo ele, dessa forma a lealdade das fãs se manteria exclusivamente com o grupo e não com cada um dos garotos que compunham o Menudo em determinado momento.

## Singles
As canções "I cucubano" e "Gongoli" entraram nas tabelas de singles mais vendidos da República Dominicana, nas posições 2 e 6, respectivamente. A faixa "Fuego" ajudou a aumentar a popularidade do Menudo em perras porto riquenhas.

## Desempenho comercial
Em 13 de novembro de 2022, a versão digital e remasterizada do álbum atingiu a posição de número 68 na parada iTunes charts dos Estados Unidos.

## Lista de faixas
- Créditos adaptados do LP Laura, de 1978.[7]

| N.º | Título                 | Compositor(es)                | Cantor(es)             | Duração |  |
| 1.  | "Gongoli"              | Leyda E. Colón                | Todo o Grupo           | 2:24    |  |
| 2.  | "El ayer"              | Socorro Centeno               | Nefty Sallaberry       | 2:34    |  |
| 3.  | "María Pilar"          | Socorro Centeno               | Óscar e Ricky Meléndez | 2:41    |  |
| 4.  | "Llegas tú"            | Leyda E. Colón                | Todo o Grupo           | 2:39    |  |
| 5.  | "Laura"                | Julio Seijas, Luis G. Escolar | Todo o Grupo           | 3:34    |  |
| 6.  | "Fuego"                | Leyda E. Colón                | Todo o Grupo           | 3:42    |  |
| 7.  | "El momento del adiós" | Socorro Centeno               | Fernando Sallaberry    | 2:37    |  |
| 8.  | "Isole"                | Leyda E. Colón                | Todo o Grupo           | 3:22    |  |
| 9.  | "Libre mi corazón"     | Leyda E. Colón                | Todo o Grupo           | 2:34    |  |
| 10. | "Cucubano"             | Curet Alonso                  | Carlos Meléndez        | 3:34    |  |

## Tabelas
| Tabela musical (2022)         | Melhor posição |
| ----------------------------- | -------------- |
| Estados Unidos (iTunes Chart) | 68             |